# Oceania Hockey Federation
L'Oceania Hockey Federation od OHF è l'organismo di governo dell'hockey su prato in Oceania.
La federazione ha base a Tusmore.

## Membri
Nella OHF ci sono 9 membri, in cooperazione per promuovere e sviluppare lo sport.
| Australia | Figi            | Isole Salomone | Nuova Zelanda | Papua Nuova Guinea |
| Samoa     | Samoa Americane | Tonga          | Vanuatu       |                    |

## Competizioni
- Coppa d'Oceania
- Pacific Hockey Cup
- South Pacific Games